# Kaplica św. Rocha w Iwanowicach
Kaplica św. Rocha w Iwanowicach – znajdująca się w Iwanowicach, w gminie Iwanowice, w powiecie krakowskim.
Obiekt został wpisany do rejestru zabytków nieruchomych województwa małopolskiego.